# V8 Supercar 2005
V8 Supercar 2005 kördes över 34 heat, och 13 helger. Två av dessa var endurancerace, där två förare delade bil.

## Delsegrare
| Bana             | Vinnare         | Märke  | Tvåa            | Märke  | Trea           | Märke  |
| ---------------- | --------------- | ------ | --------------- | ------ | -------------- | ------ |
| Adelaide         | Marcos Ambrose  | Ford   | Craig Lowndes   | Ford   | Todd Kelly     | Holden |
| Pukekohe         | Greg Murphy     | Holden | Russell Ingall  | Ford   | Marcos Ambrose | Ford   |
| Barbagallo       | Steven Richards | Holden | Russell Ingall  | Ford   | Marcos Ambrose | Ford   |
| Eastern Creek    | Craig Lowndes   | Ford   | Marcos Ambrose  | Ford   | Greg Murphy    | Holden |
| Shanghai         | Todd Kelly      | Holden | Steven Richards | Holden | Paul Radisich  | Holden |
| Hidden Valley    | Todd Kelly      | Holden | Garth Tander    | Holden | Rick Kelly     | Holden |
| Ipswich          | Craig Lowndes   | Ford   | Marcos Ambrose  | Ford   | Garth Tander   | Holden |
| Oran Park        | Russell Ingall  | Ford   | Marcos Ambrose  | Ford   | Greg Murphy    | Holden |
| Surfers Paradise | Craig Lowndes   | Ford   | Greg Murphy     | Holden | Mark Skaife    | Holden |
| Symmons Plains   | Garth Tander    | Holden | Steven Richards | Holden | Rick Kelly     | Holden |
| Phillip Island   | Marcos Ambrose  | Ford   | Garth Tander    | Holden | Rick Kelly     | Holden |

### Endurancerace
| Bana          | Vinnare                   | Märke  | Tvåor                        | Märke  | Treor                        | Märke  |
| ------------- | ------------------------- | ------ | ---------------------------- | ------ | ---------------------------- | ------ |
| Sandown       | Craig Lowndes Yvan Muller | Ford   | Todd Kelly Mark Skaife       | Holden | Jamie Whincup Jason Richards | Holden |
| Bathurst 1000 | Todd Kelly Mark Skaife    | Holden | Jamie Whincup Jason Richards | Holden | Steven Ellery Adam Macrow    | Ford   |

## Slutställning
| Plats | Förare             | Märke  | Poäng |
| ----- | ------------------ | ------ | ----- |
| 1     | Russell Ingall     | Ford   | 1922  |
| 2     | Craig Lowndes      | Ford   | 1865  |
| 3     | Marcos Ambrose     | Ford   | 1856  |
| 4     | Todd Kelly         | Holden | 1760  |
| 5     | Mark Skaife        | Holden | 1754  |
| 6     | Garth Tander       | Holden | 1734  |
| 7     | Steven Richards    | Holden | 1669  |
| 8     | Rick Kelly         | Holden | 1630  |
| 9     | Jason Bright       | Ford   | 1566  |
| 10    | Cameron McConville | Holden | 1501  |